# All My Children
All My Children é uma novela popular exibida pela rede ABC desde 5 de janeiro de 1970. O argumento do seriado foi desenvolvido por Agnes Nixon, que havia conquistado fama anterior como roteirista-chefe de Another World e Guiding Light, e que posteriormente viria a criar One Life to Live. A trama se passa na pequena cidade de Pine Valley, uma fictícia cidade da Pensilvânia, e desde o começo, destacou a personagem Erica Kane, interpretada por Susan Lucci, que tornou-se uma das personagens mais populares da história das soap operas.